# Estrat de no accés
L'estrat sense accés (NAS) és una capa funcional de les piles de protocols de telecomunicacions sense fil NR, LTE, UMTS i GSM entre la xarxa central i l'equip de l'usuari. Aquesta capa s'utilitza per gestionar l'establiment de sessions de comunicació i per mantenir comunicacions contínues amb l'equip de l'usuari a mesura que es mou. El NAS es defineix en contrast amb l'estrat d'accés que s'encarrega de transportar informació a la part sense fil de la xarxa. Una descripció més del NAS és que és un protocol per als missatges passats entre l'equip d'usuari, també conegut com a mòbils, i els nodes bàsics (per exemple, el centre de commutació mòbil, el node de suport GPRS de servei o l'entitat de gestió de la mobilitat) que es transmet de manera transparent a través de la ràdio. xarxa. Alguns exemples de missatges NAS inclouen missatges d'actualització o adjunta, missatges d'autenticació, sol·licituds de servei, etc. Una vegada que l'equip d'usuari (UE) estableix una connexió de ràdio, l'UE utilitza la connexió de ràdio per comunicar-se amb els nodes principals per coordinar el servei. La distinció és que l'estrat d'accés és per al diàleg explícit entre l'equip mòbil i la xarxa de ràdio i el NAS és per al diàleg entre l'equip mòbil i els nodes de la xarxa bàsica.
Per a LTE, l'especificació tècnica per a NAS és 3GPP TS 24.301. Per a NR, l'especificació tècnica per a NAS és TS 24.501.
+- – - – - -+ +- – - – - – -+
| HTTP | | Application |
+- – - – - -+ +- – - – - – -+
| TCP | | Transport |
+- – - – - -+ +- – - – - – -+
| IP | | Internet |
+- – - – - -+ +- – - – - – -+
| NAS | | Network |
+- – - – - -+ +- – - – - – -+
| AS | | Link |
+- – - – - -+ +- – - – - – -+
| Channels | | Physical |
+- – - – - -+ +- – - – - – -+

## Funcionalitat
Les funcions següents existeixen a l'estrat sense accés:
- Gestió de la mobilitat : mantenint la connectivitat i les sessions actives amb l'equip de l'usuari a mesura que l'usuari es mou
- Gestió de control de trucades
- Gestió de sessions: establiment, manteniment i finalització d'enllaços de comunicació
- Gestió de la identitat